# Championnat d'Ukraine de football 2018-2019
Navigation
2017-2018 2019-2020
La saison 2018-2019 de Premier-Liha est la vingt-huitième édition de la première division ukrainienne. Les douze équipes participantes sont d'abord regroupées au sein d'une poule unique où elles s'affrontent à deux reprises, à domicile et à l'extérieur, avant d'être divisées en deux groupes entre les six premiers et les six derniers. En fin de saison, le dernier au classement est relégué et remplacé par le vainqueur de la Persha Liga tandis que le onzième et le dixième affrontent le deuxième et le troisième de la deuxième division dans le cadre de barrages aller-retour. Elle prend place du 21 juillet 2018 au 30 mai 2019, avec une trêve hivernale allant du 9 décembre 2018 au 16 février 2019.
Cinq billets sont décernés pour les compétitions européennes que sont la Ligue des champions et la Ligue Europa : les deux premiers du classement final joueront la Ligue des champions, alors que le vainqueur de la Coupe d'Ukraine, le troisième et le quatrième du classement participeront à la Ligue Europa. Si le vainqueur de la Coupe est déjà qualifié pour une compétition européenne d'une autre manière, sa place qualificative est reversée au championnat, la cinquième position devenant ainsi qualificative pour la Ligue Europa.
Le Chakhtar Donetsk, tenant du titre, remporte cette édition de la compétition, décrochant son douzième titre de champion d'Ukraine, le troisième d'affilée.

## Participants
| \| Chakhtar Arsenal Dynamo Chornomorets Marioupol Oleksandriïa Karpaty Lviv Olimpik Vorskla Desna Zorya (Zaporijia) (Kharkiv) \| Localisation des clubs engagés dans le championnat. · Les clubs en italique se trouvent dans la zone de conflit du Donbass · et jouent dans une autre ville (entre parenthèses). |
| Chakhtar Arsenal Dynamo Chornomorets Marioupol Oleksandriïa Karpaty Lviv Olimpik Vorskla Desna Zorya (Zaporijia) (Kharkiv) |

Onze des douze participants au championnat sont connus : huit d'entre eux ayant déjà pris part à l' édition précédente, auxquels s'ajoutent deux promus de deuxième division que sont l'Arsenal Kiev et le Desna Tchernihiv qui remplacent respectivement le Stal Kamianske et le Zirka Kropyvnytsky, relégués la saison précédente, ainsi que le FK Lviv, club de troisième division remplaçant le Veres Rivne à la suite de leur fusion.
Parmi ces clubs, deux d'entre eux n'ont jamais quitté le championnat depuis sa fondation en 1992 : le Chakhtar Donetsk et le Dynamo Kiev. En dehors de ceux-là, le Vorskla Poltava évolue continuellement dans l'élite depuis 1996 tandis que le Zorya Louhansk et le Karpaty Lviv sont quant à eux présents depuis 2006.
En raison de la guerre dans le Donbass, plusieurs équipes sont forcées de jouer leurs matchs « à domicile » dans d'autres villes : le Chakhtar se trouve ainsi déplacé à Kharkiv depuis le mois de janvier 2017, tandis que l'Olimpik Donetsk partage le stade Dynamo Lobanovski de Kiev avec l'Arsenal et que le Zorya Louhansk évolue quant à lui à Zaporijia.
La pré-saison est notamment marquée par la fusion entre le Veres Rivne, sixième la saison précédente, et le FK Lviv, qui a quant à lui fini cinquième du groupe 1 de la troisième division. Dans les faits, les deux équipes échangent leurs places en championnat, le FK Lviv montant directement en première division tandis que le Veres Rivne est rétrogradé en troisième division,. Cette fusion est justifiée par le déplacement des activités du Veres à Lviv au cours de la saison 2017-2018,.
Un autre événement majeur est le retrait surprise du promu FK Poltava, qui annonce sa dissolution le 21 juin 2018, laissant vacante sa place en championnat. Il est remplacé par le Tchornomorets Odessa, onzième la saison précédente, qui est repêché le 3 juillet.
Légende des couleurs
- Phase de groupes de la Ligue des champions 2018-2019
- Troisième tour de qualification de la Ligue des champions 2018-2019
- Phase de groupes de la Ligue Europa 2017-2018
- Troisième tour de qualification de la Ligue Europa 2018-2019
- Deuxième tour de qualification de la Ligue Europa 2018-2019
- Promu de Persha Liha

| Club                 | Dernière montée | Classement 2017-2018 | Entraîneur             | Stade                   | Capacité théorique |
| -------------------- | --------------- | -------------------- | ---------------------- | ----------------------- | ------------------ |
| Chakhtar Donetsk     | 1992            | 1                    | Paulo Fonseca          | Stade Metalist          | 40 003             |
| Dynamo Kiev          | 1992            | 2                    | Aliaksandr Khatskevich | Stade olympique de Kiev | 70 050             |
| Vorskla Poltava      | 1996            | 3                    | Vasyl Sachko           | Stade Vorskla           | 24 750             |
| Zorya Louhansk       | 2006            | 4                    | Yuriy Vernydub         | Slavutych-Arena         | 12 000             |
| FK Marioupol         | 2017            | 5                    | Oleksandr Babych       | Stade Volodymyr-Boïko   | 12 680             |
| FK Oleksandriïa      | 2015            | 7                    | Volodymyr Sharan       | Stade CSC Nika          | 7 000              |
| Karpaty Lviv         | 2006            | 8                    | Fabri                  | Stade Ukraina           | 28 051             |
| Olimpik Donetsk      | 2014            | 9                    | Viatcheslav Chevtchuk  | Stade Dynamo Lobanovski | 16 873             |
| Tchornomorets Odessa | 2011            | 11                   | Angel Tchervenkov      | Stade Tchornomorets     | 34 164             |
| Arsenal Kiev         | 2018            | 1 (D2)               | Ihor Leonov            | Stade Dynamo Lobanovski | 16 873             |
| Desna Tchernihiv     | 2018            | 3 (D2)               | Oleksandr Ryabokon     | Stade Tchernihiv        | 12 060             |
| FK Lviv              | 2018            | 5 (D3, groupe 1)     | Yuriy Bakalov          | Arena Lviv              | 34 915             |

1. 1 2  On ne peut pas exactement parler de promotion pour ces clubs puisqu'ils ont directement rejoint la Premier-Liga dès 1992, date de création de ce championnat. Depuis cette date, ils n'ont jamais connu de relégation.

## Compétition

### Règlement
Calcul des points :
- 3 points pour une victoire ;
- 1 point pour un match nul ;
- 0 point pour une défaite.

En cas d'égalité de points, les critères suivants sont appliqués :
- Confrontations directes (points, différence de buts, buts marqués) ;
- Différence de buts générale ;
- Nombre de buts marqués ;
- Tirage au sort ou match d'appui.